# Єлизаветівка (селище)
Єлизаветівка — селище в Україні, у Коларівській сільській громаді Бердянському районі Запорізької області. Населення становить 295 осіб.

## Географія
Селище розташоване на північному сході району на відстані 1 км від села Єлизаветівка та за 35 км від міста Приморськ. Через селище проходить залізниця, станція Єлизаветівка.

## Історія
Селище засноване у 1964 році як робітниче селище.
12 червня 2020 року Єлизаветівська сільська рада об'єднана з Коларівською сільською громадою.
17 липня 2020 року, в результаті адміністративно-територіальної реформи та ліквідації Приморського району, селище увійшло до складу Бердянського району.

## Економіка
- Єлизаветівський елеватор, АТ.

## Об'єкти соціальної сфери
- Школа
- Дитячий дошкільний навчальний заклад
- Клуб
- Фельдшерсько-акушерський пункт